# 四方区
四方区（しほう-く）は中華人民共和国山東省青島市にかつて存在した市轄区。

## 行政区画
下部に7街道を管轄する。
- 興隆路街道、阜新路街道、嘉興路街道、水清溝街道、洛陽路街道、海倫路街道、河西街道